# 徐鍾奇
徐鍾奇，浙江江山人，中国近代政治人物。
毕业于上海法律学院。民国36年（1947年），擔任中华民国遵义府婺川縣縣長。后由簡宗頤接任。